# Heterorachis bilobata
Heterorachis bilobata là một loài bướm đêm trong họ Geometridae.